# Agai (bispo)
Agai foi um cristão do século I da Igreja do Oriente e discípulo de Mar Adai, que se acredita ter se sentado de 66 a 81. Dizia-se que Agai era um dos setenta apóstolos e foi designado para o Oriente até a fronteira da Índia como seu campo missionário. Mar Adai, o tradicional apóstolo da Mesopotâmia, o nomeou seu sucessor pouco antes de sua morte. Como Adai antes dele, Agai pregou em várias regiões do Oriente.

## Vida de Agai
O seguinte relato da vida de Agai é dado por Bar Hebreu: 
 Depois de Adai, o pregador do evangelho, seu discípulo Agai. Esse homem costumava tecer tecidos chineses para Abgar, e após a morte de seu mestre Adai fugiu para o leste. Ele começou a pregar em toda a Pérsia, Assíria, Armênia, Média, Babilônia e na região do Cuzistão e entre os Geles, até as fronteiras da Índia. Então ele retornou a Edessa, pois temia que a fé ali diminuísse, por causa da superstição nativa do filho de Abgar, que o sucedeu como rei. Quando chegou a Edessa, o filho de Abgar ordenou que ele tecesse tecidos chineses para ele, como costumava fazer para seu pai. Agai respondeu: 'Quando meu mestre alimentava o rebanho de Cristo, eu trabalhava para seu pai. Mas agora o trabalho da alimentação desceu para mim e não posso seguir outra profissão. O governante nativo ficou zangado com suas palavras e o matou quebrando os ossos da perna. 
 Segundo outra tradição, Agai teria sido assassinado na igreja por um dos filhos do rei Abgar V de Edessa . Pouco antes de sua morte, Agai teria nomeado Palute como seu sucessor.